# Pseudopanolis azusa
Pseudopanolis azusa är en fjärilsart som beskrevs av Shigero Sugi 1970. Pseudopanolis azusa ingår i släktet Pseudopanolis och familjen nattflyn. Inga underarter finns listade.